# Eletti alla Camera dei deputati nelle elezioni politiche italiane del 1987
Questo elenco riporta i nomi dei deputati della X legislatura della Repubblica Italiana dopo le elezioni politiche del 1987:
| Collegio                                      | Lista                                         | Eletto                               |
| --------------------------------------------- | --------------------------------------------- | ------------------------------------ |
| Torino - Novara - Vercelli                    | Partito Comunista Italiano                    | Diego Novelli                        |
| Torino - Novara - Vercelli                    | Partito Comunista Italiano                    | Gian Carlo Pajetta                   |
| Torino - Novara - Vercelli                    | Partito Comunista Italiano                    | Livia Turco                          |
| Torino - Novara - Vercelli                    | Partito Comunista Italiano                    | Luciano Violante                     |
| Torino - Novara - Vercelli                    | Partito Comunista Italiano                    | Sergio Garavini                      |
| Torino - Novara - Vercelli                    | Partito Comunista Italiano                    | Lucio Magri                          |
| Torino - Novara - Vercelli                    | Partito Comunista Italiano                    | Giuseppina Bertone                   |
| Torino - Novara - Vercelli                    | Partito Comunista Italiano                    | Giovanni Motetta                     |
| Torino - Novara - Vercelli                    | Partito Comunista Italiano                    | Gianni Wilmer Ronzani                |
| Torino - Novara - Vercelli                    | Partito Comunista Italiano                    | Teresa Migliasso                     |
| Torino - Novara - Vercelli                    | Democrazia Cristiana                          | Oscar Luigi Scalfaro                 |
| Torino - Novara - Vercelli                    | Democrazia Cristiana                          | Guido Bodrato                        |
| Torino - Novara - Vercelli                    | Democrazia Cristiana                          | Giuseppe Botta                       |
| Torino - Novara - Vercelli                    | Democrazia Cristiana                          | Vito Bonsignore                      |
| Torino - Novara - Vercelli                    | Democrazia Cristiana                          | Silvio Lega                          |
| Torino - Novara - Vercelli                    | Democrazia Cristiana                          | Luigi Rossi di Montelera             |
| Torino - Novara - Vercelli                    | Democrazia Cristiana                          | Paola Cavigliasso                    |
| Torino - Novara - Vercelli                    | Democrazia Cristiana                          | Gianfranco Astori                    |
| Torino - Novara - Vercelli                    | Democrazia Cristiana                          | Michele Zolla                        |
| Torino - Novara - Vercelli                    | Democrazia Cristiana                          | Piero Angelo Balzardi                |
| Torino - Novara - Vercelli                    | Partito Socialista Italiano                   | Giuliano Amato                       |
| Torino - Novara - Vercelli                    | Partito Socialista Italiano                   | Giuseppe La Ganga                    |
| Torino - Novara - Vercelli                    | Partito Socialista Italiano                   | Giorgio Cardetti                     |
| Torino - Novara - Vercelli                    | Partito Socialista Italiano                   | Gabriele Salerno                     |
| Torino - Novara - Vercelli                    | Partito Socialista Italiano                   | Filippo Fiandrotti                   |
| Torino - Novara - Vercelli                    | Partito Repubblicano Italiano                 | Giorgio La Malfa                     |
| Torino - Novara - Vercelli                    | Partito Repubblicano Italiano                 | Luigi Firpo                          |
| Torino - Novara - Vercelli                    | Movimento Sociale Italiano - Destra Nazionale | Ugo Martinat                         |
| Torino - Novara - Vercelli                    | Movimento Sociale Italiano - Destra Nazionale | Massimo Massano                      |
| Torino - Novara - Vercelli                    | Partito Radicale                              | Adelaide Aglietta                    |
| Torino - Novara - Vercelli                    | Partito Radicale                              | Domenico Modugno                     |
| Torino - Novara - Vercelli                    | Partito Socialista Democratico Italiano       | Giuseppe Cerutti                     |
| Torino - Novara - Vercelli                    | Lista Verde                                   | Laura Cima                           |
| Torino - Novara - Vercelli                    | Partito Liberale Italiano                     | Valerio Zanone                       |
| Torino - Novara - Vercelli                    | Democrazia Proletaria                         | Bianca Guidetti Serra                |
| Cuneo - Asti - Alessandria                    | Democrazia Cristiana                          | Giovanni Goria                       |
| Cuneo - Asti - Alessandria                    | Democrazia Cristiana                          | Giovanna Tealdi                      |
| Cuneo - Asti - Alessandria                    | Democrazia Cristiana                          | Adolfo Sarti                         |
| Cuneo - Asti - Alessandria                    | Democrazia Cristiana                          | Giovanni Battista Rabino             |
| Cuneo - Asti - Alessandria                    | Democrazia Cristiana                          | Renzo Patria                         |
| Cuneo - Asti - Alessandria                    | Democrazia Cristiana                          | Ettore Paganelli                     |
| Cuneo - Asti - Alessandria                    | Partito Comunista Italiano                    | Bruno Fracchia                       |
| Cuneo - Asti - Alessandria                    | Partito Comunista Italiano                    | Sergio Soave                         |
| Cuneo - Asti - Alessandria                    | Partito Comunista Italiano                    | Giancarlo Binelli                    |
| Cuneo - Asti - Alessandria                    | Partito Socialista Italiano                   | Felice Borgoglio                     |
| Cuneo - Asti - Alessandria                    | Partito Socialista Italiano                   | Margherita Boniver                   |
| Cuneo - Asti - Alessandria                    | Partito Liberale Italiano                     | Raffaele Costa                       |
| Cuneo - Asti - Alessandria                    | Partito Repubblicano Italiano                 | Guido Martino                        |
| Cuneo - Asti - Alessandria                    | Partito Socialista Democratico Italiano       | Pier Luigi Romita                    |
| Genova - Imperia - La Spezia - Savona         | Partito Comunista Italiano                    | Alessandro Natta                     |
| Genova - Imperia - La Spezia - Savona         | Partito Comunista Italiano                    | Luigi Castagnola                     |
| Genova - Imperia - La Spezia - Savona         | Partito Comunista Italiano                    | Antonio Montessoro                   |
| Genova - Imperia - La Spezia - Savona         | Partito Comunista Italiano                    | Gina Lagorio                         |
| Genova - Imperia - La Spezia - Savona         | Partito Comunista Italiano                    | Luigia Cordati Rosaia                |
| Genova - Imperia - La Spezia - Savona         | Partito Comunista Italiano                    | Francesco Forleo                     |
| Genova - Imperia - La Spezia - Savona         | Partito Comunista Italiano                    | Mario Chella                         |
| Genova - Imperia - La Spezia - Savona         | Democrazia Cristiana                          | Ciriaco De Mita                      |
| Genova - Imperia - La Spezia - Savona         | Democrazia Cristiana                          | Luciano Faraguti                     |
| Genova - Imperia - La Spezia - Savona         | Democrazia Cristiana                          | Pietro Zoppi                         |
| Genova - Imperia - La Spezia - Savona         | Democrazia Cristiana                          | Bruno Orsini                         |
| Genova - Imperia - La Spezia - Savona         | Democrazia Cristiana                          | Luigi Grillo                         |
| Genova - Imperia - La Spezia - Savona         | Democrazia Cristiana                          | Manfredo Manfredi                    |
| Genova - Imperia - La Spezia - Savona         | Partito Socialista Italiano                   | Ugo Intini                           |
| Genova - Imperia - La Spezia - Savona         | Partito Socialista Italiano                   | Fulvio Cerofolini                    |
| Genova - Imperia - La Spezia - Savona         | Partito Socialista Italiano                   | Mauro Sanguineti                     |
| Genova - Imperia - La Spezia - Savona         | Movimento Sociale Italiano - Destra Nazionale | Cesco Baghino                        |
| Genova - Imperia - La Spezia - Savona         | Partito Repubblicano Italiano                 | Giorgio Bogi                         |
| Genova - Imperia - La Spezia - Savona         | Lista Verde                                   | Rosa Filippini                       |
| Genova - Imperia - La Spezia - Savona         | Partito Radicale                              | Massimo Teodori                      |
| Genova - Imperia - La Spezia - Savona         | Partito Liberale Italiano                     | Alfredo Biondi                       |
| Milano - Pavia                                | Democrazia Cristiana                          | Roberto Formigoni                    |
| Milano - Pavia                                | Democrazia Cristiana                          | Virginio Rognoni                     |
| Milano - Pavia                                | Democrazia Cristiana                          | Mariapia Garavaglia                  |
| Milano - Pavia                                | Democrazia Cristiana                          | Carlo Sangalli                       |
| Milano - Pavia                                | Democrazia Cristiana                          | Andrea Borruso                       |
| Milano - Pavia                                | Democrazia Cristiana                          | Franco Piga                          |
| Milano - Pavia                                | Democrazia Cristiana                          | Luigi Baruffi                        |
| Milano - Pavia                                | Democrazia Cristiana                          | Mario Campagnoli                     |
| Milano - Pavia                                | Democrazia Cristiana                          | Gianni Rivera                        |
| Milano - Pavia                                | Democrazia Cristiana                          | Ombretta Fumagalli Carulli           |
| Milano - Pavia                                | Democrazia Cristiana                          | Dante Orsenigo                       |
| Milano - Pavia                                | Democrazia Cristiana                          | Daniela Mazzuconi                    |
| Milano - Pavia                                | Democrazia Cristiana                          | Giovanni Andreoni                    |
| Milano - Pavia                                | Democrazia Cristiana                          | Mario Usellini                       |
| Milano - Pavia                                | Partito Comunista Italiano                    | Aldo Tortorella                      |
| Milano - Pavia                                | Partito Comunista Italiano                    | Giovanni Cervetti                    |
| Milano - Pavia                                | Partito Comunista Italiano                    | Romana Bianchi Beretta               |
| Milano - Pavia                                | Partito Comunista Italiano                    | Franco Bassanini                     |
| Milano - Pavia                                | Partito Comunista Italiano                    | Laura Balbo                          |
| Milano - Pavia                                | Partito Comunista Italiano                    | Maria Luisa Sangiorgio               |
| Milano - Pavia                                | Partito Comunista Italiano                    | Anna Maria Bernasconi                |
| Milano - Pavia                                | Partito Comunista Italiano                    | Mario Cavagna                        |
| Milano - Pavia                                | Partito Comunista Italiano                    | Lino Osvaldo Felissari               |
| Milano - Pavia                                | Partito Comunista Italiano                    | Elio Quercioli                       |
| Milano - Pavia                                | Partito Comunista Italiano                    | Anna Maria Pedrazzi Cipolla          |
| Milano - Pavia                                | Partito Comunista Italiano                    | Cristina Bevilacqua                  |
| Milano - Pavia                                | Partito Comunista Italiano                    | Neide Umidi Sala                     |
| Milano - Pavia                                | Partito Socialista Italiano                   | Carlo Tognoli                        |
| Milano - Pavia                                | Partito Socialista Italiano                   | Aldo Aniasi                          |
| Milano - Pavia                                | Partito Socialista Italiano                   | Francesco Colucci                    |
| Milano - Pavia                                | Partito Socialista Italiano                   | Gian Stefano Milani                  |
| Milano - Pavia                                | Partito Socialista Italiano                   | Rossella Artioli                     |
| Milano - Pavia                                | Partito Socialista Italiano                   | Agata Alma Cappiello                 |
| Milano - Pavia                                | Partito Socialista Italiano                   | Oreste Lodigiani                     |
| Milano - Pavia                                | Partito Socialista Italiano                   | Giorgio Gangi                        |
| Milano - Pavia                                | Partito Socialista Italiano                   | Gerry Scotti                         |
| Milano - Pavia                                | Movimento Sociale Italiano - Destra Nazionale | Franco Servello                      |
| Milano - Pavia                                | Movimento Sociale Italiano - Destra Nazionale | Tomaso Staiti di Cuddia delle Chiuse |
| Milano - Pavia                                | Partito Repubblicano Italiano                 | Antonio Del Pennino                  |
| Milano - Pavia                                | Partito Repubblicano Italiano                 | Gerolamo Pellicanò                   |
| Milano - Pavia                                | Lista Verde                                   | Gianni Mattioli                      |
| Milano - Pavia                                | Lista Verde                                   | Gloria Grosso                        |
| Milano - Pavia                                | Partito Radicale                              | Adele Faccio                         |
| Milano - Pavia                                | Partito Radicale                              | Alberto Bertuzzi                     |
| Milano - Pavia                                | Democrazia Proletaria                         | Patrizia Arnaboldi                   |
| Milano - Pavia                                | Democrazia Proletaria                         | Luigi Cipriani                       |
| Milano - Pavia                                | Partito Liberale Italiano                     | Egidio Sterpa                        |
| Milano - Pavia                                | Partito Socialista Democratico Italiano       | Renato Massari                       |
| Como - Sondrio - Varese                       | Democrazia Cristiana                          | Giuseppe Zamberletti                 |
| Como - Sondrio - Varese                       | Democrazia Cristiana                          | Paolo Caccia                         |
| Como - Sondrio - Varese                       | Democrazia Cristiana                          | Costante Portatadino                 |
| Como - Sondrio - Varese                       | Democrazia Cristiana                          | Francesco Casati                     |
| Como - Sondrio - Varese                       | Democrazia Cristiana                          | Eugenio Tarabini                     |
| Como - Sondrio - Varese                       | Democrazia Cristiana                          | Carlo Senaldi                        |
| Como - Sondrio - Varese                       | Democrazia Cristiana                          | Giancarlo Galli                      |
| Como - Sondrio - Varese                       | Partito Comunista Italiano                    | Guido Alborghetti                    |
| Como - Sondrio - Varese                       | Partito Comunista Italiano                    | Luigi Mombelli                       |
| Como - Sondrio - Varese                       | Partito Comunista Italiano                    | Gianfranco Tagliabue                 |
| Como - Sondrio - Varese                       | Partito Comunista Italiano                    | Vincenzo Ciabarri                    |
| Como - Sondrio - Varese                       | Partito Socialista Italiano                   | Andrea Buffoni                       |
| Como - Sondrio - Varese                       | Partito Socialista Italiano                   | Marte Ferrari                        |
| Como - Sondrio - Varese                       | Partito Socialista Italiano                   | Dino Mazza                           |
| Como - Sondrio - Varese                       | Partito Socialista Italiano                   | Pierluigi Polverari                  |
| Como - Sondrio - Varese                       | Lega Lombarda                                 | Giuseppe Leoni                       |
| Como - Sondrio - Varese                       | Movimento Sociale Italiano - Destra Nazionale | Giovanni Pellegatta                  |
| Como - Sondrio - Varese                       | Partito Repubblicano Italiano                 | Giorgio Medri                        |
| Como - Sondrio - Varese                       | Lista Verde                                   | Sergio Andreis                       |
| Como - Sondrio - Varese                       | Partito Liberale Italiano                     | Pietro Serrentino                    |
| Brescia - Bergamo                             | Democrazia Cristiana                          | Filippo Maria Pandolfi               |
| Brescia - Bergamo                             | Democrazia Cristiana                          | Mino Martinazzoli                    |
| Brescia - Bergamo                             | Democrazia Cristiana                          | Giancarlo Borra                      |
| Brescia - Bergamo                             | Democrazia Cristiana                          | Giacomo Rosini                       |
| Brescia - Bergamo                             | Democrazia Cristiana                          | Renato Ravasio                       |
| Brescia - Bergamo                             | Democrazia Cristiana                          | Andrea Bonetti                       |
| Brescia - Bergamo                             | Democrazia Cristiana                          | Tarcisio Gitti                       |
| Brescia - Bergamo                             | Democrazia Cristiana                          | Bruno Ferrari                        |
| Brescia - Bergamo                             | Democrazia Cristiana                          | Luciano Gelpi                        |
| Brescia - Bergamo                             | Democrazia Cristiana                          | Giovanni Gei                         |
| Brescia - Bergamo                             | Partito Comunista Italiano                    | Gianfrancesco Borghini               |
| Brescia - Bergamo                             | Partito Comunista Italiano                    | Aldo Rebecchi                        |
| Brescia - Bergamo                             | Partito Comunista Italiano                    | Ettore Masina                        |
| Brescia - Bergamo                             | Partito Comunista Italiano                    | Giuseppe Crippa                      |
| Brescia - Bergamo                             | Partito Socialista Italiano                   | Vincenzo Balzamo                     |
| Brescia - Bergamo                             | Partito Socialista Italiano                   | Sergio Moroni                        |
| Brescia - Bergamo                             | Partito Socialista Italiano                   | Guido Alberini                       |
| Brescia - Bergamo                             | Movimento Sociale Italiano - Destra Nazionale | Mirko Tremaglia                      |
| Brescia - Bergamo                             | Partito Repubblicano Italiano                 | Guglielmo Castagnetti                |
| Brescia - Bergamo                             | Lista Verde                                   | Giancarlo Salvoldi                   |
| Brescia - Bergamo                             | Democrazia Proletaria                         | Edo Ronchi                           |
| Mantova - Cremona                             | Democrazia Cristiana                          | Antonio Zaniboni                     |
| Mantova - Cremona                             | Democrazia Cristiana                          | Giuseppe Torchio                     |
| Mantova - Cremona                             | Democrazia Cristiana                          | Mario Perani                         |
| Mantova - Cremona                             | Partito Comunista Italiano                    | Renato Strada                        |
| Mantova - Cremona                             | Partito Comunista Italiano                    | Luigi Benevelli                      |
| Mantova - Cremona                             | Partito Comunista Italiano                    | Marisa Bonfanti Paini Molinaro       |
| Mantova - Cremona                             | Partito Socialista Italiano                   | Maurizio Noci                        |
| Trento - Bolzano                              | Südtiroler Volkspartei                        | Michl Ebner                          |
| Trento - Bolzano                              | Südtiroler Volkspartei                        | Ferdinand Willeit                    |
| Trento - Bolzano                              | Südtiroler Volkspartei                        | Johann Hans Benedikter               |
| Trento - Bolzano                              | Democrazia Cristiana                          | Flaminio Piccoli                     |
| Trento - Bolzano                              | Democrazia Cristiana                          | Luciano Azzolini                     |
| Trento - Bolzano                              | Democrazia Cristiana                          | Lucia Fronza Crepaz                  |
| Trento - Bolzano                              | Partito Socialista Italiano                   | Mario Raffaelli                      |
| Trento - Bolzano                              | Partito Comunista Italiano                    | Alberto Ferrandi                     |
| Trento - Bolzano                              | Movimento Sociale Italiano - Destra Nazionale | Andrea Mitolo                        |
| Trento - Bolzano                              | Lista Verde                                   | Gianni Lanzinger                     |
| Verona - Padova - Vicenza - Rovigo            | Democrazia Cristiana                          | Carlo Fracanzani                     |
| Verona - Padova - Vicenza - Rovigo            | Democrazia Cristiana                          | Amedeo Zampieri                      |
| Verona - Padova - Vicenza - Rovigo            | Democrazia Cristiana                          | Alberto Rossi                        |
| Verona - Padova - Vicenza - Rovigo            | Democrazia Cristiana                          | Settimo Gottardo                     |
| Verona - Padova - Vicenza - Rovigo            | Democrazia Cristiana                          | Mario Dal Castello                   |
| Verona - Padova - Vicenza - Rovigo            | Democrazia Cristiana                          | Giuseppe Zuech                       |
| Verona - Padova - Vicenza - Rovigo            | Democrazia Cristiana                          | Gastone Savio                        |
| Verona - Padova - Vicenza - Rovigo            | Democrazia Cristiana                          | Giuseppe Saretta                     |
| Verona - Padova - Vicenza - Rovigo            | Democrazia Cristiana                          | Gian Mario Pellizzari                |
| Verona - Padova - Vicenza - Rovigo            | Democrazia Cristiana                          | Wilmo Ferrari                        |
| Verona - Padova - Vicenza - Rovigo            | Democrazia Cristiana                          | Giuliano Zoso                        |
| Verona - Padova - Vicenza - Rovigo            | Democrazia Cristiana                          | Benito Bortolami                     |
| Verona - Padova - Vicenza - Rovigo            | Democrazia Cristiana                          | Beniamino Brocca                     |
| Verona - Padova - Vicenza - Rovigo            | Democrazia Cristiana                          | Luciano Righi                        |
| Verona - Padova - Vicenza - Rovigo            | Partito Comunista Italiano                    | Milvia Boselli                       |
| Verona - Padova - Vicenza - Rovigo            | Partito Comunista Italiano                    | Ivana Pellegatti                     |
| Verona - Padova - Vicenza - Rovigo            | Partito Comunista Italiano                    | Ermenegildo Palmieri                 |
| Verona - Padova - Vicenza - Rovigo            | Partito Comunista Italiano                    | Elisabetta Di Prisco                 |
| Verona - Padova - Vicenza - Rovigo            | Partito Comunista Italiano                    | Gian Gaetano Poli                    |
| Verona - Padova - Vicenza - Rovigo            | Partito Socialista Italiano                   | Angelo Gaetano Cresco                |
| Verona - Padova - Vicenza - Rovigo            | Partito Socialista Italiano                   | Laura Fincato                        |
| Verona - Padova - Vicenza - Rovigo            | Partito Socialista Italiano                   | Antonio Testa                        |
| Verona - Padova - Vicenza - Rovigo            | Partito Socialista Italiano                   | Benito Pavoni                        |
| Verona - Padova - Vicenza - Rovigo            | Movimento Sociale Italiano - Destra Nazionale | Franco Franchi                       |
| Verona - Padova - Vicenza - Rovigo            | Lista Verde                                   | Gianluigi Ceruti                     |
| Verona - Padova - Vicenza - Rovigo            | Partito Repubblicano Italiano                 | Adolfo Battaglia                     |
| Verona - Padova - Vicenza - Rovigo            | Partito Radicale                              | Emilio Vesce                         |
| Verona - Padova - Vicenza - Rovigo            | Partito Socialista Democratico Italiano       | Emilio De Rose                       |
| Verona - Padova - Vicenza - Rovigo            | Partito Liberale Italiano                     | Renato Altissimo                     |
| Verona - Padova - Vicenza - Rovigo            | Democrazia Proletaria                         | Gianni Tamino                        |
| Venezia - Treviso                             | Democrazia Cristiana                          | Tina Anselmi                         |
| Venezia - Treviso                             | Democrazia Cristiana                          | Piergiovanni Malvestio               |
| Venezia - Treviso                             | Democrazia Cristiana                          | Lino Armellin                        |
| Venezia - Treviso                             | Democrazia Cristiana                          | Mario Frasson                        |
| Venezia - Treviso                             | Democrazia Cristiana                          | Gian Franco Rocelli                  |
| Venezia - Treviso                             | Democrazia Cristiana                          | Arnaldo Brunetto                     |
| Venezia - Treviso                             | Democrazia Cristiana                          | Bruno Zambon                         |
| Venezia - Treviso                             | Partito Comunista Italiano                    | Giovanni Pellicani                   |
| Venezia - Treviso                             | Partito Comunista Italiano                    | Vincenzo Visco                       |
| Venezia - Treviso                             | Partito Comunista Italiano                    | Lucio Strumendo                      |
| Venezia - Treviso                             | Partito Comunista Italiano                    | Renato Donazzon                      |
| Venezia - Treviso                             | Partito Socialista Italiano                   | Gianni De Michelis                   |
| Venezia - Treviso                             | Partito Socialista Italiano                   | Maurizio Sacconi                     |
| Venezia - Treviso                             | Partito Socialista Italiano                   | Sergio Vazzoler                      |
| Venezia - Treviso                             | Lista Verde                                   | Michele Boato                        |
| Venezia - Treviso                             | Partito Radicale                              | Bruno Zevi                           |
| Udine - Belluno - Gorizia - Pordenone         | Democrazia Cristiana                          | Giorgio Santuz                       |
| Udine - Belluno - Gorizia - Pordenone         | Democrazia Cristiana                          | Danilo Bertoli                       |
| Udine - Belluno - Gorizia - Pordenone         | Democrazia Cristiana                          | Michelangelo Agrusti                 |
| Udine - Belluno - Gorizia - Pordenone         | Democrazia Cristiana                          | Luciano Rebulla                      |
| Udine - Belluno - Gorizia - Pordenone         | Democrazia Cristiana                          | Gianfranco Orsini                    |
| Udine - Belluno - Gorizia - Pordenone         | Partito Comunista Italiano                    | Renzo Pascolat                       |
| Udine - Belluno - Gorizia - Pordenone         | Partito Comunista Italiano                    | Isaia Gasparotto                     |
| Udine - Belluno - Gorizia - Pordenone         | Partito Comunista Italiano                    | Silvana Fachin Schiavi               |
| Udine - Belluno - Gorizia - Pordenone         | Partito Socialista Italiano                   | Aldo Renzulli                        |
| Udine - Belluno - Gorizia - Pordenone         | Partito Socialista Italiano                   | Roberta Breda                        |
| Udine - Belluno - Gorizia - Pordenone         | Partito Socialista Italiano                   | Francesco De Carli                   |
| Udine - Belluno - Gorizia - Pordenone         | Movimento Sociale Italiano - Destra Nazionale | Gastone Parigi                       |
| Udine - Belluno - Gorizia - Pordenone         | Partito Socialista Democratico Italiano       | Martino Scovacricchi                 |
| Bologna - Ferrara - Ravenna - Forlì           | Partito Comunista Italiano                    | Renato Zangheri                      |
| Bologna - Ferrara - Ravenna - Forlì           | Partito Comunista Italiano                    | Antonio Rubbi                        |
| Bologna - Ferrara - Ravenna - Forlì           | Partito Comunista Italiano                    | Giordano Angelini                    |
| Bologna - Ferrara - Ravenna - Forlì           | Partito Comunista Italiano                    | Giovanna Filippini                   |
| Bologna - Ferrara - Ravenna - Forlì           | Partito Comunista Italiano                    | Silvia Barbieri Tagliavini           |
| Bologna - Ferrara - Ravenna - Forlì           | Partito Comunista Italiano                    | Bruno Solaroli                       |
| Bologna - Ferrara - Ravenna - Forlì           | Partito Comunista Italiano                    | Massimo Serafini                     |
| Bologna - Ferrara - Ravenna - Forlì           | Partito Comunista Italiano                    | Gianna Serra                         |
| Bologna - Ferrara - Ravenna - Forlì           | Partito Comunista Italiano                    | Adriana Lodi Faustini Fustini        |
| Bologna - Ferrara - Ravenna - Forlì           | Partito Comunista Italiano                    | Nadia Masini                         |
| Bologna - Ferrara - Ravenna - Forlì           | Partito Comunista Italiano                    | Augusto Antonio Barbera              |
| Bologna - Ferrara - Ravenna - Forlì           | Partito Comunista Italiano                    | Giorgio Ghezzi                       |
| Bologna - Ferrara - Ravenna - Forlì           | Democrazia Cristiana                          | Pier Ferdinando Casini               |
| Bologna - Ferrara - Ravenna - Forlì           | Democrazia Cristiana                          | Nino Cristofori                      |
| Bologna - Ferrara - Ravenna - Forlì           | Democrazia Cristiana                          | Nicola Sanese                        |
| Bologna - Ferrara - Ravenna - Forlì           | Democrazia Cristiana                          | Giancarlo Tesini                     |
| Bologna - Ferrara - Ravenna - Forlì           | Democrazia Cristiana                          | Emilio Rubbi                         |
| Bologna - Ferrara - Ravenna - Forlì           | Democrazia Cristiana                          | Franco Ricci                         |
| Bologna - Ferrara - Ravenna - Forlì           | Partito Socialista Italiano                   | Paolo Babbini                        |
| Bologna - Ferrara - Ravenna - Forlì           | Partito Socialista Italiano                   | Franco Piro                          |
| Bologna - Ferrara - Ravenna - Forlì           | Partito Socialista Italiano                   | Renato Capacci                       |
| Bologna - Ferrara - Ravenna - Forlì           | Partito Repubblicano Italiano                 | Stelio De Carolis                    |
| Bologna - Ferrara - Ravenna - Forlì           | Partito Repubblicano Italiano                 | Gianni Ravaglia                      |
| Bologna - Ferrara - Ravenna - Forlì           | Movimento Sociale Italiano - Destra Nazionale | Filippo Berselli                     |
| Bologna - Ferrara - Ravenna - Forlì           | Lista Verde                                   | Anna Donati                          |
| Bologna - Ferrara - Ravenna - Forlì           | Partito Radicale                              | Sergio Stanzani Ghedini              |
| Parma - Modena - Piacenza - Reggio Emilia     | Partito Comunista Italiano                    | Nilde Iotti                          |
| Parma - Modena - Piacenza - Reggio Emilia     | Partito Comunista Italiano                    | Pietro Folena                        |
| Parma - Modena - Piacenza - Reggio Emilia     | Partito Comunista Italiano                    | Renato Grilli                        |
| Parma - Modena - Piacenza - Reggio Emilia     | Partito Comunista Italiano                    | Elena Montecchi                      |
| Parma - Modena - Piacenza - Reggio Emilia     | Partito Comunista Italiano                    | Luciano Guerzoni                     |
| Parma - Modena - Piacenza - Reggio Emilia     | Partito Comunista Italiano                    | Anna Mainardi Fava                   |
| Parma - Modena - Piacenza - Reggio Emilia     | Partito Comunista Italiano                    | Nanda Montanari Fornari              |
| Parma - Modena - Piacenza - Reggio Emilia     | Partito Comunista Italiano                    | Felice Trabacchi                     |
| Parma - Modena - Piacenza - Reggio Emilia     | Partito Comunista Italiano                    | Liliana Albertini                    |
| Parma - Modena - Piacenza - Reggio Emilia     | Democrazia Cristiana                          | Pierluigi Castagnetti                |
| Parma - Modena - Piacenza - Reggio Emilia     | Democrazia Cristiana                          | Franco Bortolani                     |
| Parma - Modena - Piacenza - Reggio Emilia     | Democrazia Cristiana                          | Andrea Borri                         |
| Parma - Modena - Piacenza - Reggio Emilia     | Democrazia Cristiana                          | Alessandro Duce                      |
| Parma - Modena - Piacenza - Reggio Emilia     | Democrazia Cristiana                          | Franco Bonferroni                    |
| Parma - Modena - Piacenza - Reggio Emilia     | Democrazia Cristiana                          | Giovanni Carlo Bianchini             |
| Parma - Modena - Piacenza - Reggio Emilia     | Partito Socialista Italiano                   | Giulio Ferrarini                     |
| Parma - Modena - Piacenza - Reggio Emilia     | Partito Socialista Italiano                   | Mauro Del Bue                        |
| Parma - Modena - Piacenza - Reggio Emilia     | Partito Socialista Italiano                   | Paolo Cristoni                       |
| Parma - Modena - Piacenza - Reggio Emilia     | Movimento Sociale Italiano - Destra Nazionale | Carlo Tassi                          |
| Parma - Modena - Piacenza - Reggio Emilia     | Lista Verde                                   | Franca Bassi Montanari               |
| Firenze - Pistoia                             | Partito Comunista Italiano                    | Laura Conti                          |
| Firenze - Pistoia                             | Partito Comunista Italiano                    | Luigi Pintor                         |
| Firenze - Pistoia                             | Partito Comunista Italiano                    | Giulio Quercini                      |
| Firenze - Pistoia                             | Partito Comunista Italiano                    | Maria Teresa Capecchi                |
| Firenze - Pistoia                             | Partito Comunista Italiano                    | Elio Gabbuggiani                     |
| Firenze - Pistoia                             | Partito Comunista Italiano                    | Riccardo Bruzzani                    |
| Firenze - Pistoia                             | Partito Comunista Italiano                    | Novello Pallanti                     |
| Firenze - Pistoia                             | Partito Comunista Italiano                    | Rosanna Minozzi                      |
| Firenze - Pistoia                             | Democrazia Cristiana                          | Tommaso Bisagno                      |
| Firenze - Pistoia                             | Democrazia Cristiana                          | Carlo Casini                         |
| Firenze - Pistoia                             | Democrazia Cristiana                          | Giuseppe Matulli                     |
| Firenze - Pistoia                             | Democrazia Cristiana                          | Bruno Stegagnini                     |
| Firenze - Pistoia                             | Partito Socialista Italiano                   | Valdo Spini                          |
| Firenze - Pistoia                             | Partito Socialista Italiano                   | Lelio Lagorio                        |
| Pisa - Livorno - Lucca - Massa-Carrara        | Partito Comunista Italiano                    | Edda Fagni                           |
| Pisa - Livorno - Lucca - Massa-Carrara        | Partito Comunista Italiano                    | Enzo Polidori                        |
| Pisa - Livorno - Lucca - Massa-Carrara        | Partito Comunista Italiano                    | Luigi Bulleri                        |
| Pisa - Livorno - Lucca - Massa-Carrara        | Partito Comunista Italiano                    | Maria Taddei                         |
| Pisa - Livorno - Lucca - Massa-Carrara        | Partito Comunista Italiano                    | Alessandro Costa                     |
| Pisa - Livorno - Lucca - Massa-Carrara        | Partito Comunista Italiano                    | Milziade Caprili                     |
| Pisa - Livorno - Lucca - Massa-Carrara        | Democrazia Cristiana                          | Piero Angelini                       |
| Pisa - Livorno - Lucca - Massa-Carrara        | Democrazia Cristiana                          | Maria Eletta Martini                 |
| Pisa - Livorno - Lucca - Massa-Carrara        | Democrazia Cristiana                          | Pino Lucchesi                        |
| Pisa - Livorno - Lucca - Massa-Carrara        | Democrazia Cristiana                          | Mario Biasci                         |
| Pisa - Livorno - Lucca - Massa-Carrara        | Democrazia Cristiana                          | Nello Balestracci                    |
| Pisa - Livorno - Lucca - Massa-Carrara        | Partito Socialista Italiano                   | Silvano Labriola                     |
| Pisa - Livorno - Lucca - Massa-Carrara        | Partito Socialista Italiano                   | Giacomo Maccheroni                   |
| Pisa - Livorno - Lucca - Massa-Carrara        | Movimento Sociale Italiano - Destra Nazionale | Altero Matteoli                      |
| Siena - Arezzo - Grosseto                     | Partito Comunista Italiano                    | Adalberto Minucci                    |
| Siena - Arezzo - Grosseto                     | Partito Comunista Italiano                    | Enzo Tiezzi                          |
| Siena - Arezzo - Grosseto                     | Partito Comunista Italiano                    | Nedo Barzanti                        |
| Siena - Arezzo - Grosseto                     | Partito Comunista Italiano                    | Francesco Nerli                      |
| Siena - Arezzo - Grosseto                     | Partito Comunista Italiano                    | Anna Maria Serafini                  |
| Siena - Arezzo - Grosseto                     | Democrazia Cristiana                          | Giuseppe Fornasari                   |
| Siena - Arezzo - Grosseto                     | Democrazia Cristiana                          | Alberto Monaci                       |
| Siena - Arezzo - Grosseto                     | Democrazia Cristiana                          | Umberto Corsi                        |
| Siena - Arezzo - Grosseto                     | Partito Socialista Italiano                   | Mauro Seppia                         |
| Ancona - Pesaro - Macerata - Ascoli Piceno    | Partito Comunista Italiano                    | Marcello Stefanini                   |
| Ancona - Pesaro - Macerata - Ascoli Piceno    | Partito Comunista Italiano                    | Chicco Testa                         |
| Ancona - Pesaro - Macerata - Ascoli Piceno    | Partito Comunista Italiano                    | Vanda Dignani Grimaldi               |
| Ancona - Pesaro - Macerata - Ascoli Piceno    | Partito Comunista Italiano                    | Luana Angeloni                       |
| Ancona - Pesaro - Macerata - Ascoli Piceno    | Partito Comunista Italiano                    | Pietro Paolo Menzietti               |
| Ancona - Pesaro - Macerata - Ascoli Piceno    | Partito Comunista Italiano                    | Massimo Pacetti                      |
| Ancona - Pesaro - Macerata - Ascoli Piceno    | Democrazia Cristiana                          | Arnaldo Forlani                      |
| Ancona - Pesaro - Macerata - Ascoli Piceno    | Democrazia Cristiana                          | Francesco Merloni                    |
| Ancona - Pesaro - Macerata - Ascoli Piceno    | Democrazia Cristiana                          | Adriano Ciaffi                       |
| Ancona - Pesaro - Macerata - Ascoli Piceno    | Democrazia Cristiana                          | Franco Foschi                        |
| Ancona - Pesaro - Macerata - Ascoli Piceno    | Democrazia Cristiana                          | Luigi Rinaldi                        |
| Ancona - Pesaro - Macerata - Ascoli Piceno    | Democrazia Cristiana                          | Giuliano Silvestri                   |
| Ancona - Pesaro - Macerata - Ascoli Piceno    | Partito Socialista Italiano                   | Angelo Tiraboschi                    |
| Ancona - Pesaro - Macerata - Ascoli Piceno    | Partito Socialista Italiano                   | Giuseppe Orciari                     |
| Ancona - Pesaro - Macerata - Ascoli Piceno    | Movimento Sociale Italiano - Destra Nazionale | Giuseppe Rubinacci                   |
| Ancona - Pesaro - Macerata - Ascoli Piceno    | Partito Repubblicano Italiano                 | Enrico Ermelli Cupelli               |
| Perugia - Terni - Rieti                       | Partito Comunista Italiano                    | Pietro Ingrao                        |
| Perugia - Terni - Rieti                       | Partito Comunista Italiano                    | Germano Marri                        |
| Perugia - Terni - Rieti                       | Partito Comunista Italiano                    | Natalia Ginzburg                     |
| Perugia - Terni - Rieti                       | Partito Comunista Italiano                    | Alberto Provantini                   |
| Perugia - Terni - Rieti                       | Partito Comunista Italiano                    | Maria Rita Lorenzetti                |
| Perugia - Terni - Rieti                       | Democrazia Cristiana                          | Franco Maria Malfatti                |
| Perugia - Terni - Rieti                       | Democrazia Cristiana                          | Filippo Micheli                      |
| Perugia - Terni - Rieti                       | Democrazia Cristiana                          | Luciano Radi                         |
| Perugia - Terni - Rieti                       | Democrazia Cristiana                          | Franco Ciliberti                     |
| Perugia - Terni - Rieti                       | Partito Socialista Italiano                   | Enrico Manca                         |
| Perugia - Terni - Rieti                       | Partito Socialista Italiano                   | Giuliano Cellini                     |
| Perugia - Terni - Rieti                       | Movimento Sociale Italiano - Destra Nazionale | Renato Alpini                        |
| Roma - Viterbo - Latina - Frosinone           | Democrazia Cristiana                          | Giulio Andreotti                     |
| Roma - Viterbo - Latina - Frosinone           | Democrazia Cristiana                          | Vittorio Sbardella                   |
| Roma - Viterbo - Latina - Frosinone           | Democrazia Cristiana                          | Clelio Darida                        |
| Roma - Viterbo - Latina - Frosinone           | Democrazia Cristiana                          | Cesare Cursi                         |
| Roma - Viterbo - Latina - Frosinone           | Democrazia Cristiana                          | Publio Fiori                         |
| Roma - Viterbo - Latina - Frosinone           | Democrazia Cristiana                          | Alberto Michelini                    |
| Roma - Viterbo - Latina - Frosinone           | Democrazia Cristiana                          | Carlo Merolli                        |
| Roma - Viterbo - Latina - Frosinone           | Democrazia Cristiana                          | Giovanni Galloni                     |
| Roma - Viterbo - Latina - Frosinone           | Democrazia Cristiana                          | Alberto Volponi                      |
| Roma - Viterbo - Latina - Frosinone           | Democrazia Cristiana                          | Francesco Giuseppe Bruni             |
| Roma - Viterbo - Latina - Frosinone           | Democrazia Cristiana                          | Franco Fausti                        |
| Roma - Viterbo - Latina - Frosinone           | Democrazia Cristiana                          | Rolando Rocchi                       |
| Roma - Viterbo - Latina - Frosinone           | Democrazia Cristiana                          | Silvia Costa                         |
| Roma - Viterbo - Latina - Frosinone           | Democrazia Cristiana                          | Rodolfo Capelli                      |
| Roma - Viterbo - Latina - Frosinone           | Democrazia Cristiana                          | Elio Mensurati                       |
| Roma - Viterbo - Latina - Frosinone           | Democrazia Cristiana                          | Mauro Bubbico                        |
| Roma - Viterbo - Latina - Frosinone           | Democrazia Cristiana                          | Bartolo Ciccardini                   |
| Roma - Viterbo - Latina - Frosinone           | Democrazia Cristiana                          | Giuseppe Guarino                     |
| Roma - Viterbo - Latina - Frosinone           | Democrazia Cristiana                          | Carlo Alberto Ciocci                 |
| Roma - Viterbo - Latina - Frosinone           | Partito Comunista Italiano                    | Carole Beebe Tarantelli              |
| Roma - Viterbo - Latina - Frosinone           | Partito Comunista Italiano                    | Antonio Cederna                      |
| Roma - Viterbo - Latina - Frosinone           | Partito Comunista Italiano                    | Renato Nicolini                      |
| Roma - Viterbo - Latina - Frosinone           | Partito Comunista Italiano                    | Natia Mammone Grossi                 |
| Roma - Viterbo - Latina - Frosinone           | Partito Comunista Italiano                    | Lorenzo Ciocci                       |
| Roma - Viterbo - Latina - Frosinone           | Partito Comunista Italiano                    | Daniela Romani Cignoni               |
| Roma - Viterbo - Latina - Frosinone           | Partito Comunista Italiano                    | Valter Veltroni                      |
| Roma - Viterbo - Latina - Frosinone           | Partito Comunista Italiano                    | Roberta Pinto Renda                  |
| Roma - Viterbo - Latina - Frosinone           | Partito Comunista Italiano                    | Francesco Sapio                      |
| Roma - Viterbo - Latina - Frosinone           | Partito Comunista Italiano                    | Leda Colombini                       |
| Roma - Viterbo - Latina - Frosinone           | Partito Comunista Italiano                    | Vincenzo Recchia                     |
| Roma - Viterbo - Latina - Frosinone           | Partito Comunista Italiano                    | Quarto Trabacchini                   |
| Roma - Viterbo - Latina - Frosinone           | Partito Comunista Italiano                    | Santo Picchetti                      |
| Roma - Viterbo - Latina - Frosinone           | Partito Comunista Italiano                    | Mariella Vianello Gramaglia          |
| Roma - Viterbo - Latina - Frosinone           | Partito Socialista Italiano                   | Paris Dell'Unto                      |
| Roma - Viterbo - Latina - Frosinone           | Partito Socialista Italiano                   | Sebastiano Montali                   |
| Roma - Viterbo - Latina - Frosinone           | Partito Socialista Italiano                   | Nino Marianetti                      |
| Roma - Viterbo - Latina - Frosinone           | Partito Socialista Italiano                   | Vincenzo Pietrini                    |
| Roma - Viterbo - Latina - Frosinone           | Partito Socialista Italiano                   | Giulio Santarelli                    |
| Roma - Viterbo - Latina - Frosinone           | Partito Socialista Italiano                   | Gabriele Piermartini                 |
| Roma - Viterbo - Latina - Frosinone           | Partito Socialista Italiano                   | Raffaele Rotiroti                    |
| Roma - Viterbo - Latina - Frosinone           | Movimento Sociale Italiano - Destra Nazionale | Gianfranco Fini                      |
| Roma - Viterbo - Latina - Frosinone           | Movimento Sociale Italiano - Destra Nazionale | Pino Rauti                           |
| Roma - Viterbo - Latina - Frosinone           | Movimento Sociale Italiano - Destra Nazionale | Giulio Maceratini                    |
| Roma - Viterbo - Latina - Frosinone           | Movimento Sociale Italiano - Destra Nazionale | Giulio Caradonna                     |
| Roma - Viterbo - Latina - Frosinone           | Partito Repubblicano Italiano                 | Oscar Mammì                          |
| Roma - Viterbo - Latina - Frosinone           | Partito Repubblicano Italiano                 | Mauro Dutto                          |
| Roma - Viterbo - Latina - Frosinone           | Partito Radicale                              | Ilona Staller                        |
| Roma - Viterbo - Latina - Frosinone           | Partito Radicale                              | Luigi D'Amato                        |
| Roma - Viterbo - Latina - Frosinone           | Partito Socialista Democratico Italiano       | Franco Nicolazzi                     |
| Roma - Viterbo - Latina - Frosinone           | Partito Socialista Democratico Italiano       | Silvano Costi                        |
| Roma - Viterbo - Latina - Frosinone           | Lista Verde                                   | Massimo Scalia                       |
| Roma - Viterbo - Latina - Frosinone           | Lista Verde                                   | Annamaria Procacci                   |
| Roma - Viterbo - Latina - Frosinone           | Partito Liberale Italiano                     | Paolo Battistuzzi                    |
| Roma - Viterbo - Latina - Frosinone           | Democrazia Proletaria                         | Franco Russo                         |
| L'Aquila - Pescara - Chieti - Teramo          | Democrazia Cristiana                          | Remo Gaspari                         |
| L'Aquila - Pescara - Chieti - Teramo          | Democrazia Cristiana                          | Romeo Ricciuti                       |
| L'Aquila - Pescara - Chieti - Teramo          | Democrazia Cristiana                          | Anna Nenna D'Antonio                 |
| L'Aquila - Pescara - Chieti - Teramo          | Democrazia Cristiana                          | Antonio Tancredi                     |
| L'Aquila - Pescara - Chieti - Teramo          | Democrazia Cristiana                          | Alberto Aiardi                       |
| L'Aquila - Pescara - Chieti - Teramo          | Democrazia Cristiana                          | Vitale Artese                        |
| L'Aquila - Pescara - Chieti - Teramo          | Democrazia Cristiana                          | Ugo Crescenzi                        |
| L'Aquila - Pescara - Chieti - Teramo          | Partito Comunista Italiano                    | Nicoletta Orlandi                    |
| L'Aquila - Pescara - Chieti - Teramo          | Partito Comunista Italiano                    | Giovanni Di Pietro                   |
| L'Aquila - Pescara - Chieti - Teramo          | Partito Comunista Italiano                    | Francesco Cicerone                   |
| L'Aquila - Pescara - Chieti - Teramo          | Partito Comunista Italiano                    | Michele Ciafardini                   |
| L'Aquila - Pescara - Chieti - Teramo          | Partito Socialista Italiano                   | Domenico Susi                        |
| L'Aquila - Pescara - Chieti - Teramo          | Partito Socialista Italiano                   | Amedeo D'Addario                     |
| L'Aquila - Pescara - Chieti - Teramo          | Movimento Sociale Italiano - Destra Nazionale | Nino Sospiri                         |
| L'Aquila - Pescara - Chieti - Teramo          | Partito Socialista Democratico Italiano       | Giovanni Manzolini                   |
| Campobasso - Isernia                          | Democrazia Cristiana                          | Florindo D'Aimmo                     |
| Campobasso - Isernia                          | Democrazia Cristiana                          | Bruno Vecchiarelli                   |
| Campobasso - Isernia                          | Democrazia Cristiana                          | Girolamo La Penna                    |
| Campobasso - Isernia                          | Partito Comunista Italiano                    | Edilio Petrocelli                    |
| Napoli - Caserta                              | Democrazia Cristiana                          | Antonio Gava                         |
| Napoli - Caserta                              | Democrazia Cristiana                          | Paolo Cirino Pomicino                |
| Napoli - Caserta                              | Democrazia Cristiana                          | Vincenzo Scotti                      |
| Napoli - Caserta                              | Democrazia Cristiana                          | Alfredo Vito                         |
| Napoli - Caserta                              | Democrazia Cristiana                          | Giuseppe Santonastaso                |
| Napoli - Caserta                              | Democrazia Cristiana                          | Arcangelo Lobianco                   |
| Napoli - Caserta                              | Democrazia Cristiana                          | Raffaele Russo                       |
| Napoli - Caserta                              | Democrazia Cristiana                          | Carmine Mensorio                     |
| Napoli - Caserta                              | Democrazia Cristiana                          | Mario Brancaccio                     |
| Napoli - Caserta                              | Democrazia Cristiana                          | Michele Viscardi                     |
| Napoli - Caserta                              | Democrazia Cristiana                          | Ugo Grippo                           |
| Napoli - Caserta                              | Democrazia Cristiana                          | Giuseppe Andreoli                    |
| Napoli - Caserta                              | Democrazia Cristiana                          | Guido D'Angelo                       |
| Napoli - Caserta                              | Democrazia Cristiana                          | Vincenzo Mancini                     |
| Napoli - Caserta                              | Democrazia Cristiana                          | Tancredi Cimmino                     |
| Napoli - Caserta                              | Democrazia Cristiana                          | Paolo Martuscelli                    |
| Napoli - Caserta                              | Democrazia Cristiana                          | Gaetano Vairo                        |
| Napoli - Caserta                              | Partito Comunista Italiano                    | Giorgio Napolitano                   |
| Napoli - Caserta                              | Partito Comunista Italiano                    | Abdon Alinovi                        |
| Napoli - Caserta                              | Partito Comunista Italiano                    | Andrea Geremicca                     |
| Napoli - Caserta                              | Partito Comunista Italiano                    | Angela Francese                      |
| Napoli - Caserta                              | Partito Comunista Italiano                    | Antonio Bellocchio                   |
| Napoli - Caserta                              | Partito Comunista Italiano                    | Giovanni Ferrara                     |
| Napoli - Caserta                              | Partito Comunista Italiano                    | Ada Becchi                           |
| Napoli - Caserta                              | Partito Comunista Italiano                    | Gino Paoli                           |
| Napoli - Caserta                              | Partito Comunista Italiano                    | Gianfranco Nappi                     |
| Napoli - Caserta                              | Partito Comunista Italiano                    | Silvano Ridi                         |
| Napoli - Caserta                              | Partito Socialista Italiano                   | Bettino Craxi                        |
| Napoli - Caserta                              | Partito Socialista Italiano                   | Giulio Di Donato                     |
| Napoli - Caserta                              | Partito Socialista Italiano                   | Giuseppe Demitry                     |
| Napoli - Caserta                              | Partito Socialista Italiano                   | Carlo D'Amato                        |
| Napoli - Caserta                              | Partito Socialista Italiano                   | Felice Iossa                         |
| Napoli - Caserta                              | Partito Socialista Italiano                   | Raffaele Mastrantuono                |
| Napoli - Caserta                              | Movimento Sociale Italiano - Destra Nazionale | Giorgio Almirante                    |
| Napoli - Caserta                              | Movimento Sociale Italiano - Destra Nazionale | Antonio Parlato                      |
| Napoli - Caserta                              | Movimento Sociale Italiano - Destra Nazionale | Antonio Mazzone                      |
| Napoli - Caserta                              | Partito Socialista Democratico Italiano       | Filippo Caria                        |
| Napoli - Caserta                              | Partito Socialista Democratico Italiano       | Alberto Ciampaglia                   |
| Napoli - Caserta                              | Partito Repubblicano Italiano                 | Giuseppe Galasso                     |
| Napoli - Caserta                              | Partito Radicale                              | Francesco Rutelli                    |
| Napoli - Caserta                              | Partito Liberale Italiano                     | Francesco De Lorenzo                 |
| Napoli - Caserta                              | Democrazia Proletaria                         | Giovanni Russo Spena                 |
| Benevento - Avellino - Salerno                | Democrazia Cristiana                          | Giuseppe Gargani                     |
| Benevento - Avellino - Salerno                | Democrazia Cristiana                          | Clemente Mastella                    |
| Benevento - Avellino - Salerno                | Democrazia Cristiana                          | Paolo Del Mese                       |
| Benevento - Avellino - Salerno                | Democrazia Cristiana                          | Gerardo Bianco                       |
| Benevento - Avellino - Salerno                | Democrazia Cristiana                          | Guglielmo Scarlato                   |
| Benevento - Avellino - Salerno                | Democrazia Cristiana                          | Giovanni Zarro                       |
| Benevento - Avellino - Salerno                | Democrazia Cristiana                          | Renzo Lusetti                        |
| Benevento - Avellino - Salerno                | Democrazia Cristiana                          | Giovanni Cobellis                    |
| Benevento - Avellino - Salerno                | Democrazia Cristiana                          | Vincenzo Buonocore                   |
| Benevento - Avellino - Salerno                | Partito Comunista Italiano                    | Flora Calvanese                      |
| Benevento - Avellino - Salerno                | Partito Comunista Italiano                    | Francesco Auleta                     |
| Benevento - Avellino - Salerno                | Partito Comunista Italiano                    | Michele D'Ambrosio                   |
| Benevento - Avellino - Salerno                | Partito Comunista Italiano                    | Carmine Nardone                      |
| Benevento - Avellino - Salerno                | Partito Socialista Italiano                   | Carmelo Conte                        |
| Benevento - Avellino - Salerno                | Partito Socialista Italiano                   | Francesco Tempestini                 |
| Benevento - Avellino - Salerno                | Partito Socialista Italiano                   | Francesco Curci                      |
| Benevento - Avellino - Salerno                | Movimento Sociale Italiano - Destra Nazionale | Antonio Guarra                       |
| Benevento - Avellino - Salerno                | Partito Socialista Democratico Italiano       | Ferdinando Facchiano                 |
| Benevento - Avellino - Salerno                | Partito Repubblicano Italiano                 | Italico Santoro                      |
| Bari - Foggia                                 | Democrazia Cristiana                          | Vito Lattanzio                       |
| Bari - Foggia                                 | Democrazia Cristiana                          | Vincenzo Sorice                      |
| Bari - Foggia                                 | Democrazia Cristiana                          | Giuseppe Degennaro                   |
| Bari - Foggia                                 | Democrazia Cristiana                          | Vincenzo Binetti                     |
| Bari - Foggia                                 | Democrazia Cristiana                          | Luigi Farace                         |
| Bari - Foggia                                 | Democrazia Cristiana                          | Antonio Matarrese                    |
| Bari - Foggia                                 | Democrazia Cristiana                          | Pino Pisicchio                       |
| Bari - Foggia                                 | Democrazia Cristiana                          | Vincenzo Russo                       |
| Bari - Foggia                                 | Democrazia Cristiana                          | Francesco Cafarelli                  |
| Bari - Foggia                                 | Democrazia Cristiana                          | Giovanni Mongiello                   |
| Bari - Foggia                                 | Partito Comunista Italiano                    | Alfredo Reichlin                     |
| Bari - Foggia                                 | Partito Comunista Italiano                    | Adriana Ceci Bonifazi                |
| Bari - Foggia                                 | Partito Comunista Italiano                    | Giuseppe Vacca                       |
| Bari - Foggia                                 | Partito Comunista Italiano                    | Severino Cannelonga                  |
| Bari - Foggia                                 | Partito Comunista Italiano                    | Michele Galante                      |
| Bari - Foggia                                 | Partito Comunista Italiano                    | Salvatore Civita                     |
| Bari - Foggia                                 | Partito Socialista Italiano                   | Rino Formica                         |
| Bari - Foggia                                 | Partito Socialista Italiano                   | Pasquale Diglio                      |
| Bari - Foggia                                 | Partito Socialista Italiano                   | Claudio Lenoci                       |
| Bari - Foggia                                 | Partito Socialista Italiano                   | Antonio Mastrogiacomo                |
| Bari - Foggia                                 | Movimento Sociale Italiano - Destra Nazionale | Giuseppe Tatarella                   |
| Bari - Foggia                                 | Movimento Sociale Italiano - Destra Nazionale | Olindo Del Donno                     |
| Bari - Foggia                                 | Partito Socialista Democratico Italiano       | Graziano Ciocia                      |
| Bari - Foggia                                 | Partito Repubblicano Italiano                 | Giovanni Battista Bruni              |
| Bari - Foggia                                 | Partito Liberale Italiano                     | Savino Melillo                       |
| Lecce - Brindisi - Taranto                    | Democrazia Cristiana                          | Pino Leccisi                         |
| Lecce - Brindisi - Taranto                    | Democrazia Cristiana                          | Nicola Quarta                        |
| Lecce - Brindisi - Taranto                    | Democrazia Cristiana                          | Giovanni Travaglini                  |
| Lecce - Brindisi - Taranto                    | Democrazia Cristiana                          | Antonio Lia                          |
| Lecce - Brindisi - Taranto                    | Democrazia Cristiana                          | Bruno Antonucci                      |
| Lecce - Brindisi - Taranto                    | Democrazia Cristiana                          | Domenico Amalfitano                  |
| Lecce - Brindisi - Taranto                    | Democrazia Cristiana                          | Giuseppe Leone                       |
| Lecce - Brindisi - Taranto                    | Democrazia Cristiana                          | Salvatore Meleleo                    |
| Lecce - Brindisi - Taranto                    | Partito Comunista Italiano                    | Massimo D'Alema                      |
| Lecce - Brindisi - Taranto                    | Partito Comunista Italiano                    | Benedetto Sannella                   |
| Lecce - Brindisi - Taranto                    | Partito Comunista Italiano                    | Antonio Bargone                      |
| Lecce - Brindisi - Taranto                    | Partito Comunista Italiano                    | Mario Toma                           |
| Lecce - Brindisi - Taranto                    | Partito Comunista Italiano                    | Bianca Gelli                         |
| Lecce - Brindisi - Taranto                    | Partito Socialista Italiano                   | Claudio Signorile                    |
| Lecce - Brindisi - Taranto                    | Partito Socialista Italiano                   | Biagio Marzo                         |
| Lecce - Brindisi - Taranto                    | Partito Socialista Italiano                   | Damiano Potì                         |
| Lecce - Brindisi - Taranto                    | Movimento Sociale Italiano - Destra Nazionale | Domenico Mennitti                    |
| Lecce - Brindisi - Taranto                    | Movimento Sociale Italiano - Destra Nazionale | Adriana Poli Bortone                 |
| Lecce - Brindisi - Taranto                    | Partito Repubblicano Italiano                 | Gaetano Gorgoni                      |
| Lecce - Brindisi - Taranto                    | Partito Socialista Democratico Italiano       | Antonio Bruno                        |
| Potenza - Matera                              | Democrazia Cristiana                          | Emilio Colombo                       |
| Potenza - Matera                              | Democrazia Cristiana                          | Pasquale Lamorte                     |
| Potenza - Matera                              | Democrazia Cristiana                          | Angelo Sanza                         |
| Potenza - Matera                              | Democrazia Cristiana                          | Vincenzo Viti                        |
| Potenza - Matera                              | Partito Comunista Italiano                    | Giacomo Schettini                    |
| Potenza - Matera                              | Partito Comunista Italiano                    | Giuseppe Brescia                     |
| Potenza - Matera                              | Partito Socialista Italiano                   | Nicola Savino                        |
| Catanzaro - Cosenza - Reggio Calabria         | Democrazia Cristiana                          | Riccardo Misasi                      |
| Catanzaro - Cosenza - Reggio Calabria         | Democrazia Cristiana                          | Mario Tassone                        |
| Catanzaro - Cosenza - Reggio Calabria         | Democrazia Cristiana                          | Carmelo Pujia                        |
| Catanzaro - Cosenza - Reggio Calabria         | Democrazia Cristiana                          | Agazio Loiero                        |
| Catanzaro - Cosenza - Reggio Calabria         | Democrazia Cristiana                          | Anna Maria Nucci Mauro               |
| Catanzaro - Cosenza - Reggio Calabria         | Democrazia Cristiana                          | Rosario Chiriano                     |
| Catanzaro - Cosenza - Reggio Calabria         | Democrazia Cristiana                          | Vito Napoli                          |
| Catanzaro - Cosenza - Reggio Calabria         | Democrazia Cristiana                          | Pasqualino Biafora                   |
| Catanzaro - Cosenza - Reggio Calabria         | Democrazia Cristiana                          | Pietro Battaglia                     |
| Catanzaro - Cosenza - Reggio Calabria         | Partito Comunista Italiano                    | Antonio Bassolino                    |
| Catanzaro - Cosenza - Reggio Calabria         | Partito Comunista Italiano                    | Stefano Rodotà                       |
| Catanzaro - Cosenza - Reggio Calabria         | Partito Comunista Italiano                    | Sergio De Julio                      |
| Catanzaro - Cosenza - Reggio Calabria         | Partito Comunista Italiano                    | Giuseppe Lavorato                    |
| Catanzaro - Cosenza - Reggio Calabria         | Partito Comunista Italiano                    | Vincenzo Ciconte                     |
| Catanzaro - Cosenza - Reggio Calabria         | Partito Comunista Italiano                    | Francesco Samà                       |
| Catanzaro - Cosenza - Reggio Calabria         | Partito Socialista Italiano                   | Giacomo Mancini                      |
| Catanzaro - Cosenza - Reggio Calabria         | Partito Socialista Italiano                   | Sandro Principe                      |
| Catanzaro - Cosenza - Reggio Calabria         | Partito Socialista Italiano                   | Saverio Zavettieri                   |
| Catanzaro - Cosenza - Reggio Calabria         | Partito Socialista Italiano                   | Antonio Mundo                        |
| Catanzaro - Cosenza - Reggio Calabria         | Movimento Sociale Italiano - Destra Nazionale | Raffaele Valensise                   |
| Catanzaro - Cosenza - Reggio Calabria         | Partito Socialista Democratico Italiano       | Paolo Bruno                          |
| Catanzaro - Cosenza - Reggio Calabria         | Partito Repubblicano Italiano                 | Francesco Nucara                     |
| Catania - Messina - Siracusa - Ragusa - Enna  | Democrazia Cristiana                          | Antonino Gullotti                    |
| Catania - Messina - Siracusa - Ragusa - Enna  | Democrazia Cristiana                          | Giuseppe Astone                      |
| Catania - Messina - Siracusa - Ragusa - Enna  | Democrazia Cristiana                          | Antonino Drago                       |
| Catania - Messina - Siracusa - Ragusa - Enna  | Democrazia Cristiana                          | Enzo Nicotra                         |
| Catania - Messina - Siracusa - Ragusa - Enna  | Democrazia Cristiana                          | Ferdinando Latteri                   |
| Catania - Messina - Siracusa - Ragusa - Enna  | Democrazia Cristiana                          | Luigi Foti                           |
| Catania - Messina - Siracusa - Ragusa - Enna  | Democrazia Cristiana                          | Giuseppe Azzaro                      |
| Catania - Messina - Siracusa - Ragusa - Enna  | Democrazia Cristiana                          | Salvatore D'Alia                     |
| Catania - Messina - Siracusa - Ragusa - Enna  | Democrazia Cristiana                          | Salvatore Urso                       |
| Catania - Messina - Siracusa - Ragusa - Enna  | Democrazia Cristiana                          | Orazio Sapienza                      |
| Catania - Messina - Siracusa - Ragusa - Enna  | Democrazia Cristiana                          | Antonino Perrone                     |
| Catania - Messina - Siracusa - Ragusa - Enna  | Partito Comunista Italiano                    | Anna Finocchiaro                     |
| Catania - Messina - Siracusa - Ragusa - Enna  | Partito Comunista Italiano                    | Paolo Monello                        |
| Catania - Messina - Siracusa - Ragusa - Enna  | Partito Comunista Italiano                    | Raniero La Valle                     |
| Catania - Messina - Siracusa - Ragusa - Enna  | Partito Comunista Italiano                    | Giuseppe Lucenti                     |
| Catania - Messina - Siracusa - Ragusa - Enna  | Partito Comunista Italiano                    | Giuseppe Mangiapane                  |
| Catania - Messina - Siracusa - Ragusa - Enna  | Partito Comunista Italiano                    | Salvatore Sanfilippo                 |
| Catania - Messina - Siracusa - Ragusa - Enna  | Partito Socialista Italiano                   | Nicola Capria                        |
| Catania - Messina - Siracusa - Ragusa - Enna  | Partito Socialista Italiano                   | Salvo Andò                           |
| Catania - Messina - Siracusa - Ragusa - Enna  | Partito Socialista Italiano                   | Francesco Barbalace                  |
| Catania - Messina - Siracusa - Ragusa - Enna  | Partito Socialista Italiano                   | Natale Amodeo                        |
| Catania - Messina - Siracusa - Ragusa - Enna  | Movimento Sociale Italiano - Destra Nazionale | Vincenzo Trantino                    |
| Catania - Messina - Siracusa - Ragusa - Enna  | Movimento Sociale Italiano - Destra Nazionale | Domenico Nania                       |
| Catania - Messina - Siracusa - Ragusa - Enna  | Movimento Sociale Italiano - Destra Nazionale | Girolamo Rallo                       |
| Catania - Messina - Siracusa - Ragusa - Enna  | Partito Repubblicano Italiano                 | Salvatore Grillo                     |
| Catania - Messina - Siracusa - Ragusa - Enna  | Partito Liberale Italiano                     | Saverio D'Aquino                     |
| Catania - Messina - Siracusa - Ragusa - Enna  | Partito Socialista Democratico Italiano       | Dino Madaudo                         |
| Catania - Messina - Siracusa - Ragusa - Enna  | Partito Radicale                              | Mauro Mellini                        |
| Palermo - Trapani - Agrigento - Caltanissetta | Democrazia Cristiana                          | Calogero Mannino                     |
| Palermo - Trapani - Agrigento - Caltanissetta | Democrazia Cristiana                          | Sergio Mattarella                    |
| Palermo - Trapani - Agrigento - Caltanissetta | Democrazia Cristiana                          | Giuseppe Avellone                    |
| Palermo - Trapani - Agrigento - Caltanissetta | Democrazia Cristiana                          | Vito Riggio                          |
| Palermo - Trapani - Agrigento - Caltanissetta | Democrazia Cristiana                          | Giuseppe Sinesio                     |
| Palermo - Trapani - Agrigento - Caltanissetta | Democrazia Cristiana                          | Ferdinando Russo                     |
| Palermo - Trapani - Agrigento - Caltanissetta | Democrazia Cristiana                          | Mario D'Acquisto                     |
| Palermo - Trapani - Agrigento - Caltanissetta | Democrazia Cristiana                          | Salvatore Cardinale                  |
| Palermo - Trapani - Agrigento - Caltanissetta | Democrazia Cristiana                          | Calogero Pumilia                     |
| Palermo - Trapani - Agrigento - Caltanissetta | Democrazia Cristiana                          | Alberto Alessi                       |
| Palermo - Trapani - Agrigento - Caltanissetta | Democrazia Cristiana                          | Giacomo Augello                      |
| Palermo - Trapani - Agrigento - Caltanissetta | Partito Comunista Italiano                    | Achille Occhetto                     |
| Palermo - Trapani - Agrigento - Caltanissetta | Partito Comunista Italiano                    | Aldo Rizzo                           |
| Palermo - Trapani - Agrigento - Caltanissetta | Partito Comunista Italiano                    | Antonino Mannino                     |
| Palermo - Trapani - Agrigento - Caltanissetta | Partito Comunista Italiano                    | Gigliola Lo Cascio Galante           |
| Palermo - Trapani - Agrigento - Caltanissetta | Partito Comunista Italiano                    | Angelo Lauricella                    |
| Palermo - Trapani - Agrigento - Caltanissetta | Partito Socialista Italiano                   | Claudio Martelli                     |
| Palermo - Trapani - Agrigento - Caltanissetta | Partito Socialista Italiano                   | Giuseppe Reina                       |
| Palermo - Trapani - Agrigento - Caltanissetta | Partito Socialista Italiano                   | Filippo Fiorino                      |
| Palermo - Trapani - Agrigento - Caltanissetta | Partito Socialista Italiano                   | Egidio Alagna                        |
| Palermo - Trapani - Agrigento - Caltanissetta | Movimento Sociale Italiano - Destra Nazionale | Guido Lo Porto                       |
| Palermo - Trapani - Agrigento - Caltanissetta | Movimento Sociale Italiano - Destra Nazionale | Antonino Macaluso                    |
| Palermo - Trapani - Agrigento - Caltanissetta | Partito Socialista Democratico Italiano       | Carlo Vizzini                        |
| Palermo - Trapani - Agrigento - Caltanissetta | Partito Repubblicano Italiano                 | Aristide Gunnella                    |
| Palermo - Trapani - Agrigento - Caltanissetta | Partito Radicale                              | Marco Pannella                       |
| Palermo - Trapani - Agrigento - Caltanissetta | Partito Liberale Italiano                     | Stefano De Luca                      |
| Palermo - Trapani - Agrigento - Caltanissetta | Democrazia Proletaria                         | Mario Capanna                        |
| Cagliari - Sassari - Nuoro - Oristano         | Democrazia Cristiana                          | Beppe Pisanu                         |
| Cagliari - Sassari - Nuoro - Oristano         | Democrazia Cristiana                          | Felice Contu                         |
| Cagliari - Sassari - Nuoro - Oristano         | Democrazia Cristiana                          | Angelo Rojch                         |
| Cagliari - Sassari - Nuoro - Oristano         | Democrazia Cristiana                          | Mariotto Segni                       |
| Cagliari - Sassari - Nuoro - Oristano         | Democrazia Cristiana                          | Giovanni Carrus                      |
| Cagliari - Sassari - Nuoro - Oristano         | Democrazia Cristiana                          | Pietro Soddu                         |
| Cagliari - Sassari - Nuoro - Oristano         | Democrazia Cristiana                          | Matteo Piredda                       |
| Cagliari - Sassari - Nuoro - Oristano         | Partito Comunista Italiano                    | Gavino Angius                        |
| Cagliari - Sassari - Nuoro - Oristano         | Partito Comunista Italiano                    | Anna Sanna                           |
| Cagliari - Sassari - Nuoro - Oristano         | Partito Comunista Italiano                    | Giorgio Macciotta                    |
| Cagliari - Sassari - Nuoro - Oristano         | Partito Comunista Italiano                    | Salvatore Cherchi                    |
| Cagliari - Sassari - Nuoro - Oristano         | Partito Comunista Italiano                    | Annalisa Diaz                        |
| Cagliari - Sassari - Nuoro - Oristano         | Partito Sardo d'Azione                        | Giovanni Battista Columbu            |
| Cagliari - Sassari - Nuoro - Oristano         | Partito Sardo d'Azione                        | Giovanni Battista Loi                |
| Cagliari - Sassari - Nuoro - Oristano         | Partito Socialista Italiano                   | Giovanni Nonne                       |
| Cagliari - Sassari - Nuoro - Oristano         | Partito Socialista Italiano                   | Francesco Rais                       |
| Cagliari - Sassari - Nuoro - Oristano         | Movimento Sociale Italiano - Destra Nazionale | Alfredo Pazzaglia                    |
| Cagliari - Sassari - Nuoro - Oristano         | Partito Socialista Democratico Italiano       | Alessandro Ghinami                   |
| Valle d'Aosta                                 | Union Valdôtaine                              | Luciano Caveri                       |
| Trieste                                       | Democrazia Cristiana                          | Sergio Coloni                        |
| Trieste                                       | Partito Comunista Italiano                    | Willer Bordon                        |
| Trieste                                       | Partito Socialista Italiano                   | Giulio Camber                        |